# Ятрань (телекомпанія)
ТзОВ «Обласна незалежна телерадіокомпанія «Ятрань» — приватна регіональна телекомпанія, яка здійснює мовлення в місті Умань та частково в Черкаській, Вінницькій та Кіровоградській областях.

## Історія
Обласна телерадіокомпанія «Ятрань» заснована у 1996 році. У 2011 році Національна рада України з питань телебачення і радіомовлення перевидала ліцензію на здійснення телемовлення (НР № 1435-м).

## Мовлення
Телекомпанія здійснює мовлення DVB-T-форматі та по ТВК 38 кабельного мовлення з 6:00 до 23:00 щодня.